# Aldo Bentini
Aldo Bentini (Cisterna di Latina, 23 novembre 1948) è un ex pugile italiano, campione nazionale dei pesi superwelter tra il 1973 e il 1974. È ricordato per aver battuto, tra i dilettanti, il fuoriclasse argentino Víctor Galíndez, ai Giochi Olimpici di Città del Messico 1968.

## Biografia

### Carriera dilettante
Si forma nella polisportiva A.S. Audace di Roma. Nel 1968, a Cecina, è campione d'Italia dilettanti nei pesi superwelter e bissa il successo l'anno successivo, a Castelfranco Veneto.
Selezionato a rappresentare l'Italia nei superwelter alle Olimpiadi di Città del Messico del 1968, Bentini compie la straordinaria impresa di eliminare al primo turno Víctor Galíndez, futuro campione del mondo dei pesi mediomassimi e membro della International Boxing Hall of Fame. Purtroppo, al secondo turno è eliminato con verdetto unanime dal rumeno Ion Covaci.

### Carriera da professionista
Professionista dal 1970, dopo 16 incontri tutti vinti con un pari e una sola sconfitta, è designato per contendere ad Alberto Torri il titolo italiano vacante dei superwelter. L'8 luglio 1973, sul ring di Tarquinia, sconfigge il suo avversario per squalifica alla nona ripresa e si aggiudica la cintura.
Mantiene il titolo grazie a un no contest con Mario Belsole e battendo nuovamente Torri, a Roma, il 30 novembre 1973 con verdetto ai punti.  Perde il titolo ai punti di fronte ai pugni di Nino Castellini il 28 aprile 1974 a Palermo. Subisce una punizione più dura nella rivincita disputata il 20 dicembre dello stesso anno a Milano, scendendo sconfitto dal ring per knock-out tecnico al terzo round.
Bentini tenta poi nuovamente la scalata al titolo italiano dei superwelter, in due tentativi combattuti con esito negativo a Pesaro contro Damiano Lassandro.  È sconfitto una prima volta il 3 novembre 1976 per squalifica alla seconda ripresa. Nella rivincita, disputata il 28 maggio 1977, cede per knock-out tecnico all'undicesima ripresa. È il suo ultimo combattimento.